# Xenodice portuguesi
Xenodice portuguesi is een vlokreeftensoort uit de familie van de Podoceridae. De wetenschappelijke naam van de soort is voor het eerst geldig gepubliceerd in 2007 door Bellan-Santini.